# Беконд
Беконд (њем. Bekond) општина је у њемачкој савезној држави Рајна-Палатинат. Једно је од 103 општинска средишта округа Трир-Сарбург. Према процјени из 2010. у општини је живјело 800 становника. Посједује регионалну шифру (AGS) 7235004.

## Географски и демографски подаци
Беконд се налази у савезној држави Рајна-Палатинат у округу Трир-Сарбург. Општина се налази на надморској висини од 220 метара. Површина општине износи 3,8 km². У самом мјесту је, према процјени из 2010. године, живјело 800 становника. Просјечна густина становништва износи 210 становника/km².